# Selknam (rugby à XV)
Pour les articles homonymes, voir Selknam (homonymie).
Actualités
Le Selknam est une franchise fédérale chilienne de rugby à XV basée à Santiago. Créée en 2019, elle évolue en Súper Rugby Américas.

## Historique
L'équipe est créée en 2019, étant ainsi la première formation professionnelle chilienne. L'équipe appartient à la fédération chilienne de rugby à XV. 
L'origine du nom vient des Selknam, peuple amérindien originaire de Patagonie.
Pour sa première saison, l'équipe est entraînée par Pablo Lemoine. Elle joue au Stade National à Santiago.
En 2021, le nouvel entraîneur est l'Argentin Nicolás Bruzzone. Pour sa première saison complète, l'équipe remporte la moitié de ses dix rencontres. En phase finale, elle s'incline de peu en demi-finale face au Peñarol.
En 2022, l'équipe progresse et atteint la finale de la compétition. Pour cette rencontre, elle est battue, comme l'année précédente, par la franchise uruguayenne du Peñarol, sur le score de 24 à 34. 
Malgré de bons et réguliers résultats, Selknam termine la saison 2023 à la cinquième place sur sept, à la suite d'une saison ratée et à l'arrivée de deux franchises argentines : les Dogos et les Pampas, qui élèvent le niveau de jeu de la ligue. Cette même année, le Chili participe pour la première fois de son histoire à la Coupe du monde. Sur les 33 joueurs chiliens sélectionnés pour ce Mondial, 30 jouent au Selknam, faisant de cette équipe celle qui fournit le plus de joueurs participant à cette édition de la compétition,.
Pour la saison 2024, le Néo-Zélandais Jacob Mangin est nommé entraineur. Après la Coupe du monde où plusieurs Chiliens se sont mis en évidence malgré les défaites, l'équipe perd notamment Domingo Saavedra (NOLA Gold) et Santiago Videla (Miami). D'autre part, l'équipe va disputer à nouveau ses matchs à domicile au Stade national. La franchise chilienne se classe cinquième et rate la phase finale.

## Personnalités du club

### Joueurs emblématiques
- Ignacio Silva (en)
- Vesi Rarawa (en)
- Latiume Fosita

### Entraîneurs
- 2020 :  Pablo Lemoine
- 2021-2023 :  Nicolás Bruzzone

## Parcours
| Saison | Phase régulière | Phase régulière | Phase régulière | Phase régulière | Phase régulière | Phase régulière | Phase régulière | Phase régulière | Phase régulière | Phase finale                                |
| Saison | Place           | MJ              | V               | N               | D               | PM              | PE              | Diff            | Pts             | Phase finale                                |
| ------ | --------------- | --------------- | --------------- | --------------- | --------------- | --------------- | --------------- | --------------- | --------------- | ------------------------------------------- |
| 2021   | 3e              | 10              | 5               | 0               | 5               | 278             | 270             | +8              | 26              | Demi-finaliste (battu par le Peñarol 14-17) |
| 2022   | 2e              | 10              | 8               | 0               | 2               | 289             | 140             | +149            | 37              | Finaliste (battu par le Peñarol 13-24)      |
| 2023   | 5e              | 12              | 4               | 0               | 8               | 264             | 272             | -8              | 23              | non qualifié                                |
| 2024   | 5e              | 12              | 5               | 1               | 6               | 288             | 321             | -33             | 26              | non qualifié                                |
| 2025   | 3e              | 12              | 7               | 0               | 5               | 340             | 313             | +27             | 37              | Demi-finaliste (18-34 contre le Peñarol)    |